# 杏國黨
杏國黨 (亞美尼亞語: Երկիր ծիրանի կուսակցություն)是亞美尼亞的一個政黨。杏國黨的領袖是扎魯希·波斯坦江。

## 歷史
杏國黨成立於2017年3月，即2017年葉里溫市議會選舉之前。扎魯希·波斯坦江被提名競選埃里溫市長。選舉後，她名列第三。
2020年11月9日，杏國黨與“國土拯救運動”的其他成員簽署了一份聯合聲明，呼籲亞美尼亞總理尼科爾·帕希尼揚在2020-2021年亞美尼亞示威期間辭職。
杏國黨在亞美尼亞國民議會中沒有任何政治代表，目前作為亞美尼亞國民議會外的反對黨而存在。

## 意識形態
杏國黨反對威權主義。該黨主張亞美尼亞經濟改革和外國人移民到亞美尼亞，並主張加強亞美尼亞的環境保護，並改善所有亞美尼亞公民的人權。該黨主張允許亞美尼亞僑民在選舉中投票，並在亞美尼亞國民議會中給予亞美尼亞僑民政治代表權。該黨還支持承認阿爾察赫共和國為一個獨立國家。

## 選舉紀錄
杏國黨參加了2017年葉里溫市議會選舉。該黨獲得7.75%的選票，在葉里溫市議會中獲得5個席位。
杏國黨還參加了2018年葉里溫市議會選舉，但在選舉後失去了葉里溫市議會的全部5個席位，僅獲得1.39%的選票。  
杏國黨沒有參加過任何全國選舉。在2018年亞美尼亞議會選舉之前，由於擔心選舉舞弊和腐敗，該黨拒絕參加並抵制選舉。杏國黨沒有參加2021年亞美尼亞議會選舉。